# Victoria Francés
Victoria Francés (* 25. října 1982) je španělská malířka narozená ve Valencii. Vystudovala Universidad de Bellas Artes ve svém rodném městě.
Vydala několik ilustrovaných knih (Trilogie Favole a další)

## Tvorba
Její první kniha Favole vyšla poprvé v 23. dubna 2004. Tato kniha byla úspěšná, navzdory tomu se vrátila studovat umění na Universidad de Bellas Artes – Univerzitu krásných umění.
Svá díla poprvé představila veřejnosti na 22. ročníku Annual Comic Fair v Barceloně 8. března 2004 a následně v Madridu a v USA následujícím roce.